# Orophotus montanus
Orophotus montanus är en tvåvingeart som först beskrevs av Ricardo 1922.  Orophotus montanus ingår i släktet Orophotus och familjen rovflugor. Inga underarter finns listade i Catalogue of Life.